# Belisana junkoae
Belisana junkoae är en spindelart som först beskrevs av Teruo Irie 1997.  Belisana junkoae ingår i släktet Belisana och familjen dallerspindlar. Inga underarter finns listade.